# Pomník Rumburské vzpoury

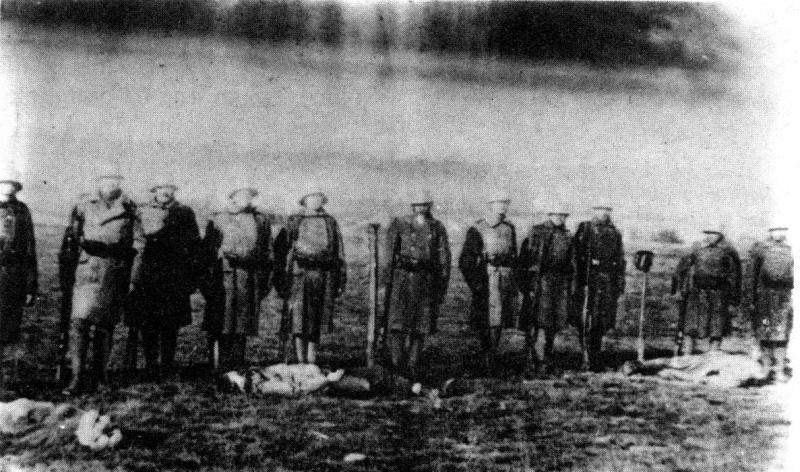
Poprava organizátorů Rumburské vzpoury

Pomník Rumburské vzpoury se nachází nad hřbitovem ve městě Rumburk, kde započala Rumburská vzpoura v roce 1918. Tento pomník byl prohlášen národní kulturní památkou; roku 1995 bylo prohlášení zrušeno, pomník je však stále chráněn jako kulturní památka. Místo popravy Františka Nohy, Stanka Vodičky a Vojtěcha Kováře bylo v roce 1951 označeno pomníkem připomínajícím tuto popravu. 
Pomník je označen datem 29. května 1918 a nápisem „Za chléb, mír a svobodu“.